# Boris Issaakowitsch Seidman

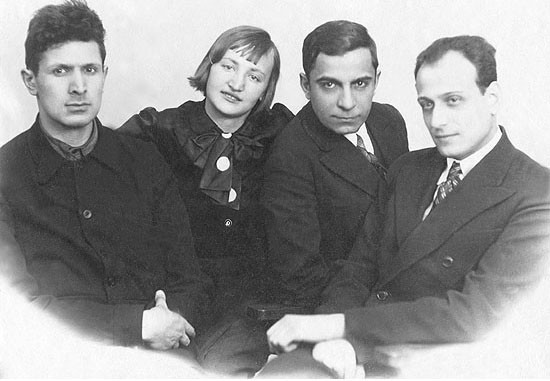
Boris Seidman (ganz rechts) im Kreis seiner Kompositionsschüler

Boris Issaakowitsch Seidman (russisch Борис Исаакович Зейдман, wiss. Transliteration Boris Isaakovič Zejdman, Schreibweise des Nachnamens auch Zeidman oder Zeydman; geboren am 28. Januarjul. / 10. Februar 1908greg. in Sankt Petersburg, Russisches Kaiserreich, gestorben am 30. Dezember 1981 in Taschkent, Usbekische SSR, Sowjetunion) war ein russischer und sowjetischer Komponist und Hochschullehrer, der überwiegend im heutigen Aserbaidschan und Usbekistan wirkte.

## Leben
Seidman studierte ab 1927 Komposition am Leningrader Konservatorium bei Maximilian Steinberg. Eine nach dem Abschluss 1931 begonnene Aspirantur schloss er 1936 ab. Danach ging er in den Lehrberuf und unterrichtete bis 1939 Komposition und Instrumentation am Konservatorium in Leningrad.
Sein weiteres Leben verbrachte er im Kaukasus und in Zentralasien. Er übersiedelte zunächst in die Aserbaidschanische SSR. Dort lehrte er von 1939 bis 1957 an der Musikakademie Baku, zunächst als Dozent, ab 1949 als Professor. Zudem wirkte er von 1944 bis 1949 als Vize- und bis 1953 als Vorsitzender des Aserbaidschanischen Komponistenverbands.
1957 zog er nach Taschkent, wo er als Professor bis zu seinem Tod 1981 am Staatlichen Konservatorium Usbekistans lehrte. Von 1965 bis 1971 wirkte er zudem als Vorstandsmitglied im Usbekischen Komponistenverband.

## Schaffen
Seidman leistete als Förderer der professionellen klassischen Musik in Aserbaidschan und Usbekistan Pionierarbeit, indem er als Pädagoge, Forscher und Komponist die regionalen Musiktraditionen erkundete und sie mit europäischen Genres und Kompositionstechniken verband.
Als Hochschullehrer beeinflusste Seidman ganze Generationen von Komponisten und Musikern. In Leningrad unterrichtete er Əfrasiyab Bədəlbəyli, mit dem ihn eine lebenslange Freundschaft verband. In Baku gingen bei ihm u. a. Fikrət Əmirov, Soltan Hacıbəyov, Əşrəf Abbasov, Cahangir Cahangirov, Şəfiqə Axundova, İbrahim Məmmədov, Elmira Nəzirova und Murad Kaschlajew (* 1931) in die Lehre. In Taschkent unterrichtete er u. a. Rassak Chamrajew (1910–1981), Rumil Wildanow (1913–1987), Scharofiddin Saifiddinow (1929–2015), Tulkun Kurbanow (1936–2002), Rustam Abdullayev, den Jazzmusiker Edward Kalendar (* 1941) sowie die Weltmusik-Pianistin Anjelika Akbar (* 1969).
Als Komponist hinterließ er 7 Opern, mehrere Ballette und Orchestermusik, darunter eine Programmsinfonie zum persischen Epos  Chosrau und Schirin (1941) sowie Konzerte für Klavier, Violine, Viola, Violoncello und Fagott, außerdem Chorwerke, Kammermusik, Werke für Klavier und Romanzen. Daneben schuf er Musik fürs Theater und fürs Kino, so etwa für den Film Подводная лодка Т-9 (1943). Gemeinsam mit seinem Schüler Əfrasiyab Bədəlbəyli verfasste er die Oper Гнев народный (The People's Wrath), die 1941 am Staatlichen Aserbaidschanischen Opern- und Ballett-Theater uraufgeführt wurde. Zu seinen häufiger gespielten Werken zählte u. a. sein 2. Konzert für Viola und Orchester (1968).

## Auszeichnungen
Für sein Wirken in Baku und Taschkent wurde er als Verdienter Künstler der Aserbaidschanischen SSR (1956) und der Usbekischen SSR (1964) ausgezeichnet. Dort erhielt er zudem den Staatspreis (1959) und wurde zum Volkskünstler (1978) ernannt. Das Ehrenzeichen der Sowjetunion wurde ihm 1959 verliehen.

## Anmerkung
1. ↑  Die meisten Quellen geben als Geburtsdatum den 10. Februar 1908 und als Sterbedatum den 30. Dezember 1981 an. Als Geburtsjahr wird vereinzelt auch 1909 genannt. Als Sterbedatum findet sich auch der 1. Januar 1982 oder der 1. Januar 1981.